# Galerie an der Ruhr

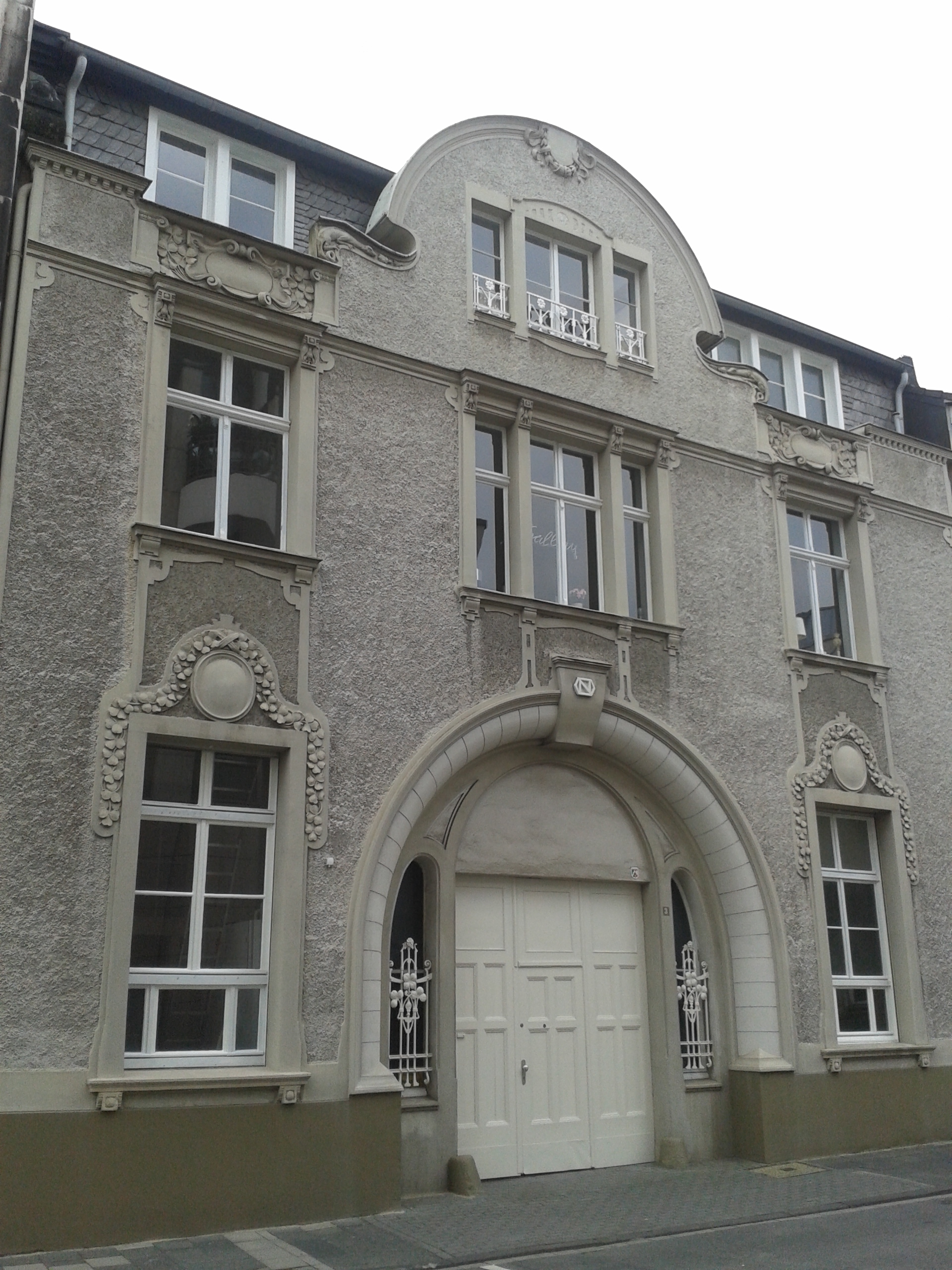
Galerie an der Ruhr (2013)

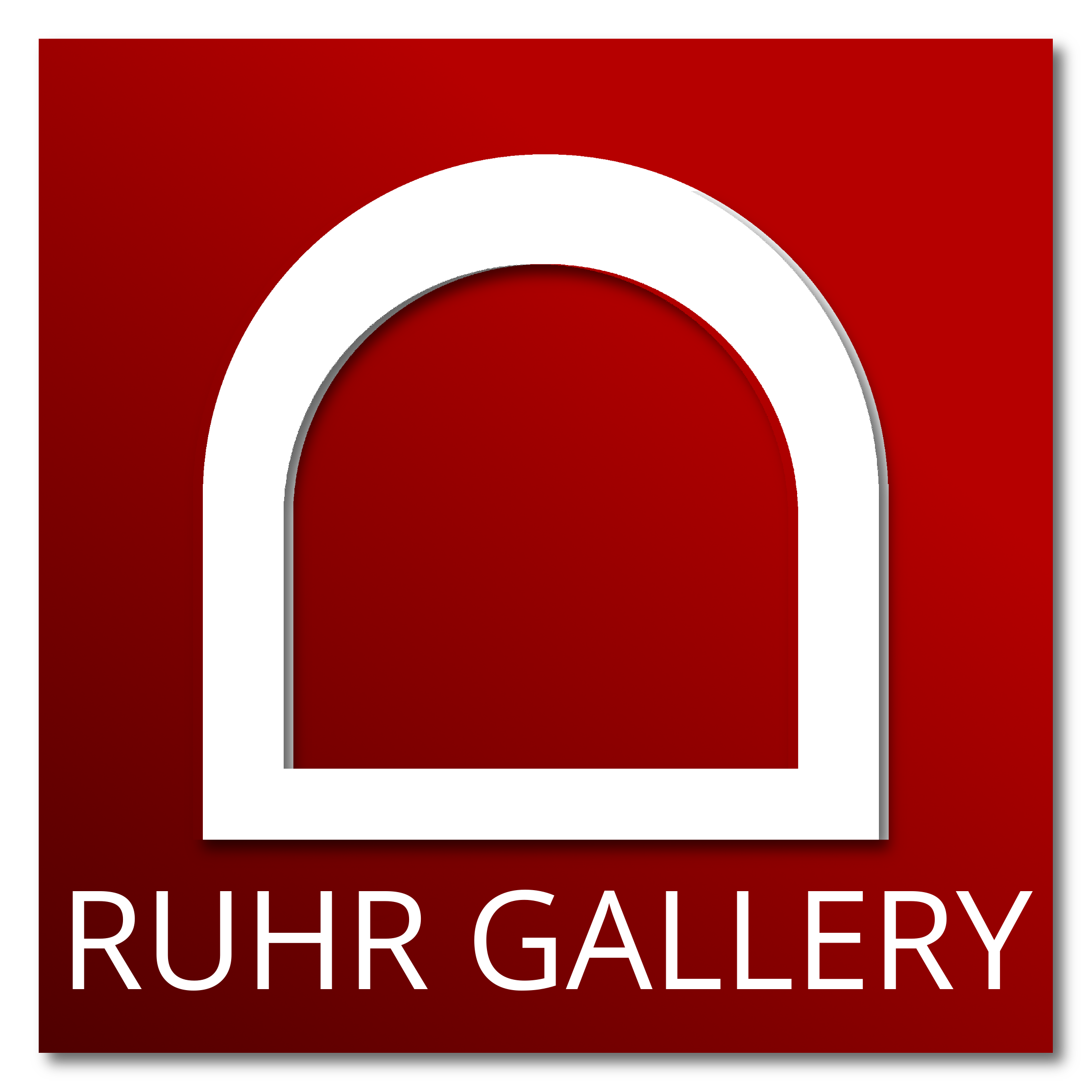
Logo der Galerie

Die Galerie an der Ruhr ist eine Ausstellungshalle in der nordrhein-westfälischen Stadt Mülheim an der Ruhr am rechten Ufer des Flusses Ruhr am Innenstadtpark "Ruhranlage" gelegen, sie nutzt dort die "Villa Artis", auch genannt Villa Schmitz-Scholl.

## Beschreibung
Wegen ihrer Baukonstruktion gehört das Gebäude zu den Beispielen der Architektur des Historismus. Die Kunsthalle wird getragen von etablierten Künstlern und ist eine international orientierte Kunstgalerie, offen für professionell orientierte Künstler mit hochwertigen Arbeiten, die dort auch zeitweise Atelierräume nutzen können. In dem Gebäudekomplex befinden sich das „MMKM - Museum Moderne Kunst Mülheim an der Ruhrstraße 3“ mit der Sammlung Franz, das „Kunsthaus Mülheim Ruhrstr. 3“ mit mehreren Ateliers und der Sitz des „Amtes für weiterbildende Fantasie“. Einen weiteren Ausstellungsraum betreibt die Galerie an der Ruhr Mülheim im Seitenflügel, ein Galeriehof zeigt u. a. Skulpturen und Objekte. Seit 2015 hat in dem weitläufigen Gebäudekomplex der Mülheimer Künstlerbund seinen Sitz.

## Geschichte, Architektur und Außenobjekte
Die Geschichte der Galerie an der Ruhr steht im Zusammenhang mit der Errichtung ähnlicher Gebäude in Düsseldorf wie z. B. der Gemäldegalerie. Der Mülheimer Glasfabrikant Carl Nedelmann ließ das Gebäude in der Ruhrstr. 3, Ecke Delle von Baumeister Ernst Niebel zusammen mit seinem Wohnhaus (Villa Nedelmann) direkt in der Ruhranlage in Mülheim mit aufwändigen Stuckelementen als Kunsthaus gestalten.
Über dem Eingang des Gebäudes der Galerie an der Ruhr hängt das stählerne Emblem der Industriellenfamilie von Oskar Natorp, das um 1900 entstanden ist. Das markante übergroße Eingangsportal vergleicht Roland Günter in seinem Buch Die Kunstdenkmäler des Rheinlandes mit dem Portal der Londoner Whitechapel Art Gallery. Als besonderes Element gilt auch das weiße Jugendstil-Treppenhaus, das die verschiedenen Gebäudeteile und den Seitenflügel mit den Atelier- und Projekträumen erschließt.
Nach jahrzehntelanger Nutzung als Wohnhaus und Verwaltungsgebäude verkaufte die damalige Mülheimer Gesellschaft für Stromwirtschaft e. G. 2012 das Gebäude, um die Nutzung als Kunsthaus wieder zu ermöglichen. Ursprünglich bildete das Gebäude in der Ruhrstr. 3 zusammen mit dem Nachbargebäude Ruhrstr. 5 das Stammhaus der Tengelmann Warenhandelsgesellschaft KG mit Wohnsitz der Firmengründer Wilhelm Schmitz. Auch der Firmengründer Ludwig Lindgens wohnte bis 1862 in der Unternehmervilla am Ruhrufer von Mülheim.
Seit 2012 befindet sich im Seitenflügel der Villa Artis die Geschäftsstelle Kunstverein und Kunstförderverein Rhein-Ruhr (KKRR).